# Max Mix
Max Mix est une série de compilations musicales espagnoles publiées par le défunt label Max Music entre 1985 et 1997. À ses dernières années, la série est ensuite publiée par le label Blanco y Negro Music.

## Histoire

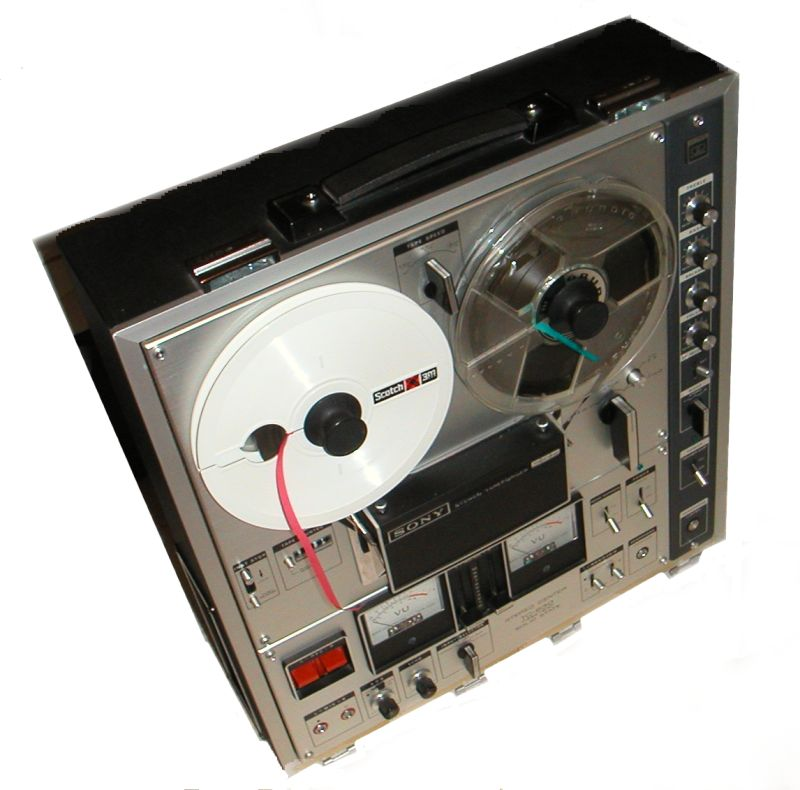
Magnétophone à bobine ouverte, un appareil utilisé pour la manipulation audio et l'édition de répétitions et de séquences dans les mégamixes.

À la fin de l'année 1984, le label espagnol Max Music organise un concours dans lequel il vise à trouver des artistes faisant preuve de créativité et d'ingéniosité dans le domaine du mixage. Le concours est remporté par Miquel Fabrellas (alias Mike Platinas) qui, comme récompense, enregistrera le premier album de la série Max Mix avec Javier Ussía. Curieusement, la deuxième place revient à José María Castells, qui prendra en charge le projet avec Toni Peret à partir du troisième volume. Jusqu'alors, les seuls albums espagnols ayant un concept similaire avaient été enregistrées par Raúl Orellana, pionnier du genre, qui publiait localement des albums mixés par le biais du label Blanco y Negro Music. Max Mix est la première compilation espagnole à utiliser des techniques qui, jusqu'alors, n'avaient été mises en pratique qu'en dehors des frontières du pays. Dès lors, le terme de « mégamix » apparaîtra et sera couramment utilisé.
Peu après, de nombreux autres albums mixés suivront, avec plus de 2 millions d'exemplaires vendus localement et un record au Livre Guinness. À la suite de ce succès, la série des Max Mix s'exporte aux États-Unis et en Europe. Toni Peret, José Mª Castells, Quique Tejada et Andreu Ugas sont les architectes de certains des plus grands succès de Max Mix. Les trois premiers artistes, baptisés El Dream Team par leur label, totaliseront des ventes qui sont estimées entre 30 et 32 millions d'exemplaires avec les séries Max Mix et Máquina Total.
Dans son édition du 8 juillet 1995, le magazine américain Billboard cite le label Max Music comme bien connu grâce à ses compilations et spots publicitaires télévisés liés, qui comprennent des « mix innovants des DJs Toni Peret et José Maria Castells. » Il explique que la série des 12 volets des Max Mix sont connus bien au-delà des Pyrénées et se sont vendus à plus de 6 millions d'exemplaires. »
En 2016, la série fête sa 30e année d'existence avec la sortie d'une édition spéciale en formats CD et vinyle,.

## Discographie
- 1985 : Max Mix
- 1985 : Max Mix 2
- 1986 : Max Mix 3
- 1986 : Max Mix 4
- 1987 : Max Mix 5
- 1988 : Max Mix 6
- 1988 : Max Mix 7
- 1989 : Max Mix 8
- 1989 : Max Mix Collection
- 1989 : Max Mix 9
- 1990 : Max Mix 10
- 1991 : Max Mix 11
- 1992 : Max Mix 12
- 1995 : Max Mix Germany
- 1996 : Max Mix USA
- 1997 : Max Mix
- 2007 : Max Mix Vol. 1
- 2008 : Max Mix Vol. 2